# East Cowes

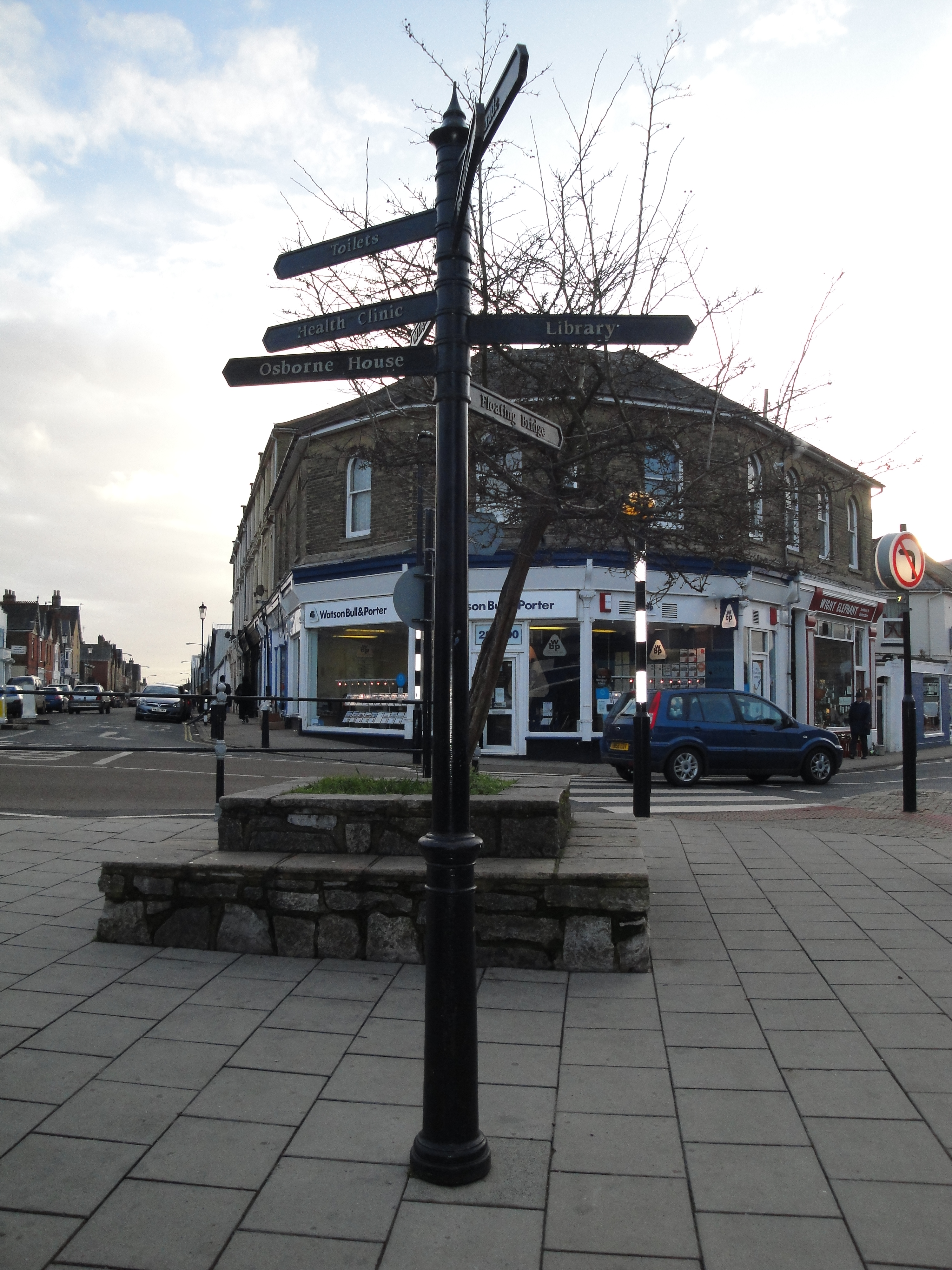
Centro da cidade de East Cowes.

East Cowes é uma cidade e paróquia civil da Inglaterra, no norte da Ilha de Wight, na margem oriental do Rio Medina próximo do seu vizinho Cowes, na margem oeste. As duas cidades estão ligadas pela Ponte Flutuante de Cowes.